# بخش کوهساران
بخش کوهساران یکی از بخش‌های شهرستان راور در استان کرمان ایران است.
بخش کوهساران یکی از دیدنی ترین مناطق کرمان است. 

## تقسیمات کشوری
- بخش کوهساران (راور)
  - دهستان حرجند
  - دهستان هروز

شهر: هجدک

## جمعیت
بنابر سرشماری مرکز آمار ایران، جمعیت بخش کوهساران شهرستان راور در سال ۱۳۸۵ برابر با ۷۴۱۵ نفر بوده‌است.